# Campeonato de Francia de Rugby 15 1992-93
El Campeonato de Francia de Rugby 15 1992-93 fue la 94.ª edición del Campeonato francés de rugby.
El campeón del torneo fue el equipo de Castres Olympique quienes obtuvieron su tercer campeonato.
Grenoble se inclina injustamente 11-14. De hecho, un try de Olivier Brouzet es rechazado en Grenoble y el try decisivo de Gary Whetton fue concedido por el árbitro Daniel Salles, mientras que de hecho el defensa de Grenoble Franck Hueber tocó el balón primero en su zona  de ensayo. Este error le dio el título a Castres. Salles admitió el error 13 años después. Fouroux entra en conflicto con la Federación alegando conspiración.

## Desarrollo

### Primera fase
| - RC Toulon - Bègles-Bordeaux - Tolouse - Dax - Auch - Graulhet - RRC Nice - Chalon - Agen - Stadoceste Tarbais - Béziers - Biarritz - Nîmes - Rumilly - Stade Bordelais - Tyrosse RCS | - Narbonne - Grenoble - Pau - Montferrand - Bayonne - Racing Paris - Bourgoin-Jallieu - Cognac - Perpignan - Castres - Brive - Colomiers - Mon de Marsan - Montpellier - Le Creusot - Avenir Valencien |

### Top 16
| - Perpignan - Brive - Colomiers - Biarritz - RC Toulon - Tolouse - CA Bègthe-Bordeaux - Montferrand | - Grenoble - Narbonne - Béziers - Pau - Agen - Castres - Stadoceste Tarbais - Dax |

### Cuartos de final
| mayo de 1993 | Grenoble | 19 - 17 | Toulouse |  |  |

| mayo de 1993 | Agen | 33 - 16 | Brive |  |  |

| mayo de 1993 | Castres | 33 - 21 | Narbonne |  |  |

| mayo de 1993 | Toulon | 10 - 9 | Perpignan |  |  |

### Semifinal
| 23 de mayo de 1993 | Grenoble | 19 - 5 | Agen |  |  |

| 23 de mayo de 1993 | Castres | 17 - 16 | Toulon |  |  |

### Final
| 5 de junio de 1993 | Castres Olympique | 14 - 11 | Grenoble | Parc des Princes, París |  |

| Bandera de Francia        |
| Campeón Castres Olympique |
| Tercer título             |